# Paronomàsia
La paronomàsia (del llatí paronomasia, del grec clàssic παρονομασία) és una figura retòrica que consisteix en la proximitat de dos o més mots parònims, és a dir, amb una semblança només formal (un fonema o síl·laba), o en l'ús del mateix mot en dos sentits diferents. Els embarbussaments també utilitzen sovint aquest recurs.

## Exemples
- «Privats de sou i son» (Salvador Espriu)[1]
- «Balla damunt la palla» (J.V. Foix)[2]
- «Visc del vesc que busco al bosc» (Embarbussament)